# Kamienica (województwo świętokrzyskie)
Kamienica – kolonia w Polsce położona w województwie świętokrzyskim, w powiecie buskim, w gminie Busko-Zdrójre.
W latach 1975–1998 miejscowość administracyjnie należała do województwa kieleckiego.